# Deutéria
Deutéria (em latim: Deoteria) foi uma nobre galo-romana do começo do século VI e então rainha da Austrásia entre 533, quando casou-se com Teodeberto I (r. 533–548), até seu divórcio ca. 540.

## Vida
Deutéria era casada com um indivíduo de nome incerto, tinha uma filha e morava em Cabrières, na Septimânia. Com a ausência de seu marido, tornou-se amante de Teodeberto I (r. 533–548) e foi por ele desposada após sua coroação em 533. O historiador Ian N. Wood sugere que este casamento, bem como aquele entre o rei visigótico Ataulfo (r. 410–415) e Gala Placídia, irmã do imperador romano ocidental Honório (r. 395–423) e filha de Teodósio I (r. 378–395), são exemplos da união entre as famílias aristocráticas provinciais romanas e as germânicas numa realidade onde os interesses em comum eram suficientes para facilitar o entendimento mútuo através de casamentos e outras uniões.
Em data desconhecida, Deutéria ordenou o assassinato de sua filha pois, segundo Gregório de Tours, temia que tomasse o olho de Teodeberto enquanto crescia. Também em data incerta, deu à luz Teodebaldo (r. 548–555), o sucessor de Teodeberto. Em 540, Teodeberto a abandonou para se casar com Visigarda, filha do rei lombardo Vacão (r. 510–539). Nada mais se sabe sobre ela.